# ボリス・ジョンソン
アレグザンダー・ボリス・ド・フェファル・ジョンソン（英語: Alexander Boris de Pfeffel Johnson、1964年6月19日 - ）は、イギリスの政治家。
第77代首相（在任: 2019年7月24日 - 2022年9月6日）、外務・英連邦大臣、ロンドン市長（2期）、保守党党首、庶民院議員（5期）を歴任した。

## 来歴

### 生い立ち
1964年6月19日、ニューヨーク市マンハッタンのアッパーイーストサイドで、コロンビア大学の学生だったスタンレー・ジョンソン（作家、元欧州議会議員）と最初の妻である画家のシャーロット・フォーセットの第1子として誕生し、生後すぐイギリスに戻った。オックスフォード大学に通う母親とともにオックスフォード郊外の高級住宅地サマータウンに住み始め、妹が生まれてロンドン北部のクラウチ・エンドに転居、その後父親の世界銀行勤務のため再び米国に渡り弟が誕生。1969年に英国に戻り、サマセット州にある自然に囲まれた父方の別荘で暮らしたのち、ロンドン指折りの高級住宅街プリムローズ・ヒルに落ち着き、地元の小学校に通う。幼いころは難聴を患い、幾度か手術をした。イートン校、オックスフォード大学ベリオール・カレッジを卒業。専攻は古典（ラテン語と古代ギリシャ語）。大学では選抜されたごく少人数のみが入会できるブリンドン・クラブに所属。しかし、ブリンドン・クラブはエリートクラブで特権意識と暴力的騒ぎで悪名高い。1979年に両親が離婚した。

#### 先祖

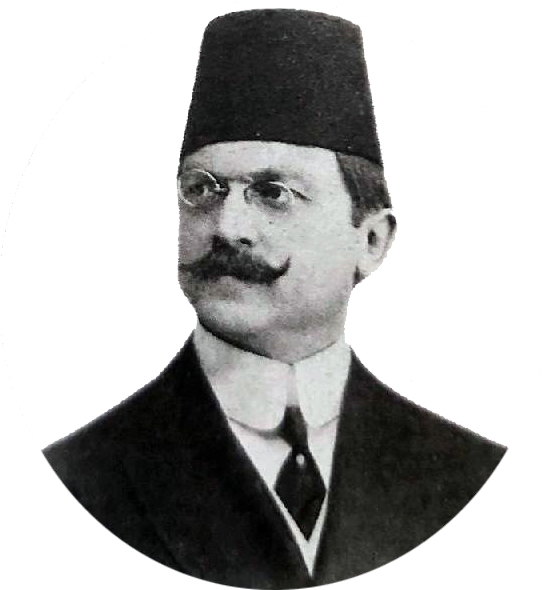
アリ・ケマル

曾祖父にあたるアリ・ケマルはトルコの自由主義ジャーナリスト・政治家で、亡命先のスイスで英国系スイス人のウィニフレッド・ブランと結婚したが、子のオスマン・アリ・ウィルフレッドが生まれた直後に妻は産褥熱で死去した。アリ・ケマルは義母マーガレット・ブランに子供たちを預け、情勢の変わった母国へ1912年に帰国する。祖父は、その祖母マーガレットに育てられ第一次世界大戦中に英国籍を取得し、祖母の旧姓からウィルフレッド・ジョンソンと名乗った。ウィルフレッドの妻アイリーン・ウィリアムズの母はバイエルン貴族フォン・プフェッフェル（ド・フェファル）男爵家の生まれで、英国王ジョージ2世の玄孫であるヴュルテンベルク王子パウルの庶出の娘が同家に嫁いだことから、ジョンソン家は王室の血も引いている。ただし庶子を通じての血筋を引くに過ぎないため、英国王位継承資格は認められない。父方の曽祖父にジョージ・ウィリアムズがいる。母方の曾祖父にはロシア帝国出身のリトアニア系ユダヤ人で、アメリカで古文書学者となったイライアス・ロウがいる。彼は多国籍に渡る先祖（キリスト教徒、ユダヤ教徒、ムスリムからなる）について触れ、自らを『ひとり人種るつぼ』（one-man melting pot）と称している。
1975年にスイス・バーゼルの教会において、ミイラ化した女性の遺体が発見された。この遺体は、後の身元調査で1787年に死去したジョンソンの父方の遠い先祖であることが2018年に判明した。

### 欧州懐疑派のジャーナリスト
1987年9月にアレグラ・モスティン=オーウェンと最初の結婚をしたが、1993年4月に離婚した。2人の間に子供はいない。同年、L.E.K.コンサルティングに就職するが、退屈のあまりわずか1週間で退職した。その後は保守系紙『タイムズ』で働き始めるが、話を面白くするためにエドワード2世の宮殿を巡る歴史考古学関係の記事をでっち上げたため、解雇されている。続いて同じ保守系紙『デイリー・テレグラフ』の記者となり、1989年から1994年まで同紙のEC特派員となった。当時ブリュッセルに駐在していたジョンソンは反EC色の強い記事を書き続け、特に欧州統合の強力な推進者であったジャック・ドロールを厳しく批判し、ECの首都たるブリュッセルの地にあって、数少ない欧州懐疑主義のジャーナリストとして知られるようになっていった。当時のジョンソンを知る記者は、彼の記事はECの信用を傷つけるために虚偽の事実や誇張を交えていたと批判的に振り返っている。
こうした記事によって、彼は欧州懐疑派の代表的な人物として知られるようになる。また以前は左派によって主張されることが多かった欧州懐疑主義を、右派にとって魅力的なものに変貌させるのに大きく貢献した。その影響はイギリス政界にも広く及び、1990年代前半のイギリス独立党の結党に一役買ったとされている上、保守党内において欧州懐疑派を台頭させ、主流勢力にすることにもつながった。筋金入りの欧州懐疑論者であったマーガレット・サッチャー元首相もジョンソンの記事の愛読者だったが、マーストリヒト条約の締結に尽力するなどヨーロッパとの関係修復に尽力した後任のジョン・メージャーにとっては、ジョンソンは煙たい存在であり、当時の外務・英連邦省ではジョンソンの記事に対応する特別チームが設けられるほどであった。1997年5月の総選挙における保守党大敗の原因の一つは、前述のように党内における欧州懐疑派の台頭に伴う混乱とされているが、ジョンソンの記事がその最大の原因と見なされたため、その後しばらく保守党の政治家たちの不興を買うことになった。
1993年5月、幼馴染のマリーナ・ホイーラーと再婚。4子をもうけた。
1994年にロンドンに戻ると政治コラムニストとなり、ユニークかつ独特なスタイルで評価を得る一方、同性愛者への差別的な記事やかつての植民地支配を賞賛する記事で物議を醸した。『スペクテイター』誌の政治コラムニストを経て、1999年7月から同誌の編集長となり、政界入り後も2005年12月に影の内閣の高等教育大臣に任命されるまで務めた。

### 庶民院議員

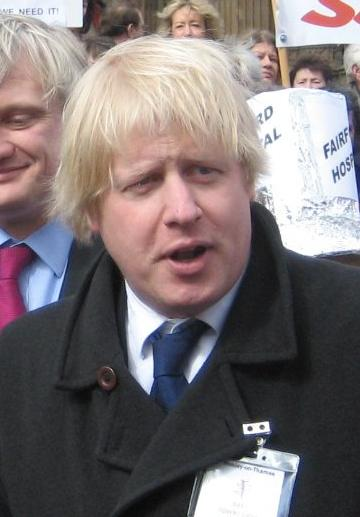
1回目の庶民議員時のジョンソン（2006年3月28日）

2001年からは庶民院議員を2期務めた。2004年にはタブロイド紙によって、2000年以来『スペクテイター』の記者と不倫関係にあり、2度妊娠（1度は流産、1度は中絶）させていたことを暴露された。ジョンソンは当初否定していたが、事実と判明したため党の役職を解任された。

### ロンドン市長

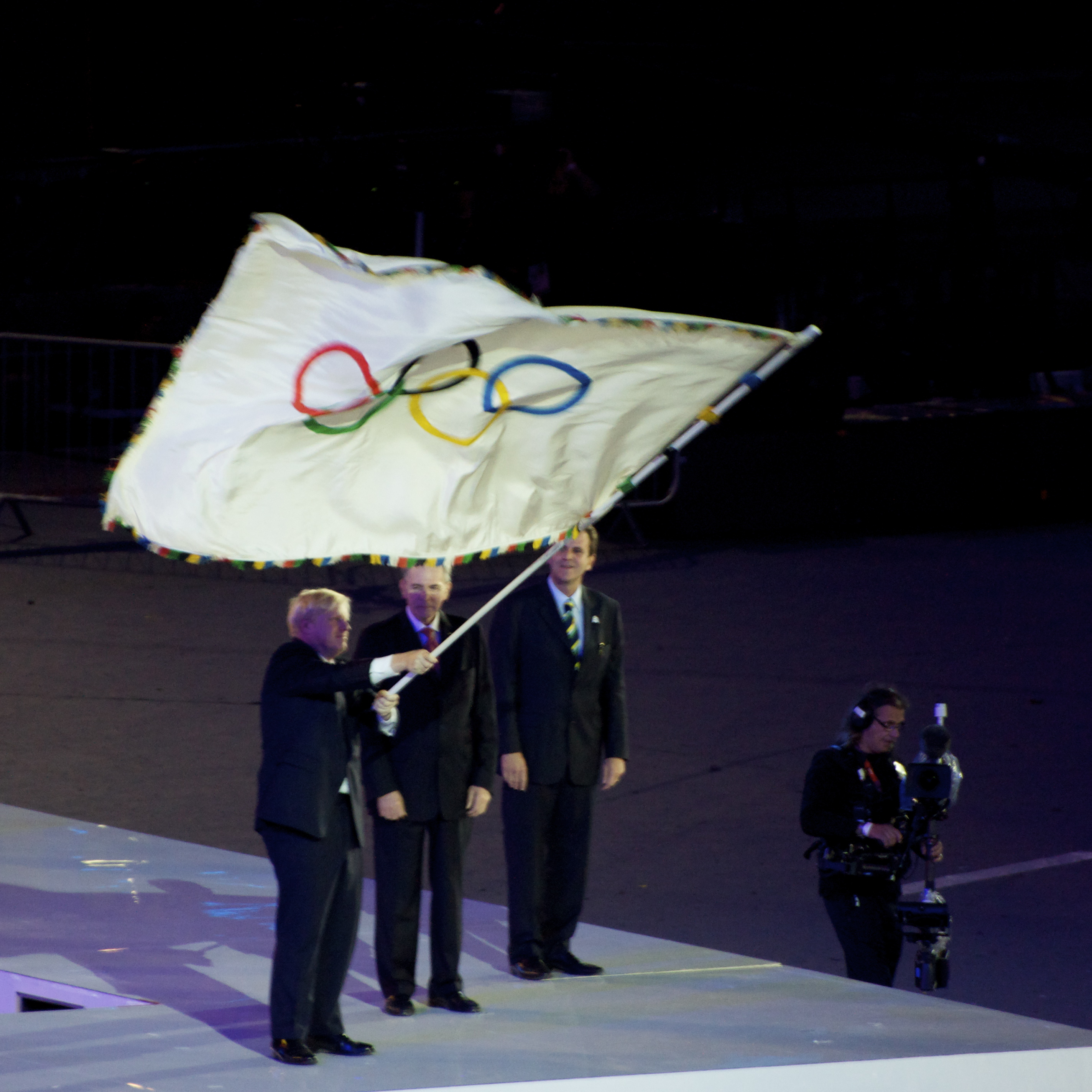
2012年ロンドンオリンピック閉会式にてオリンピックの旗を持つジョンソン（2012年8月12日）

前述のスキャンダルにより議会での出世の道が断たれたジョンソンは、地方政界で最も権力のあるロンドン市長の職に目をつけ、2007年に翌年の市長選挙への出馬を表明。党内予備選で圧勝して保守党候補に選ばれると、2008年5月の本戦では超党派の幅広い支持を得て現職のケン・リヴィングストンを破り、ロンドン市長に当選した。市長就任後、ジョンソンは『デイリー・テレグラフ』紙においてウィークリー・コラムを再開することを発表した。左翼『ガーディアン』紙は、彼がコラム執筆に年俸25万ポンドで同意したと報じている（年俸のうち2万5千ポンドずつ、ジャーナリズムと古典学を学ぶ学生の奨学金に寄付している）。同年8月の中華人民共和国での2008年北京オリンピックの閉会式で五輪旗を引き継ぎ、2012年ロンドンオリンピックの準備を行った。
2009年には、芸術コンサルタントのヘレン・マッキンタイアとの間に婚外子をもうけていたことが暴露された。
2期目を目指した2012年5月3日のロンドン市長選挙では、再び前市長のリヴィングストンとの対決となった。互いに激しく中傷し合う選挙戦となったが、保守党への逆風を振り切って再選を果たした。2期目在任中の2015年5月7日、再び庶民院議員に当選した。
2014年11月には、「イギリス、オーストラリア、カナダ、ニュージーランドは同じ国家元首を共有している」としてこれらの国とシェンゲン協定のような協定を結ぶ構想（俗にCANZUK、アングロスフィアと呼ばれるもの）を提唱した。

### EU離脱を主導
初当選直後から、「欧州連合（EU）の規制で経済的関係が強い中国とのFTAが結べない」と発言するなどEUに批判的な言動で注目を浴びており、2016年6月23日に実施されるEUからの離脱の是非を問う国民投票においてどちらの立場に立つか注目を集めていたが、2月21日に「ずいぶん頭を悩ませたが、他の余地はない」として離脱を支持することを表明。以後はブレグジット（Brexit）推進派で離脱の旗振り役として積極的に活動した。アメリカのバラク・オバマ大統領がイギリスのEU残留を求めた際には、「オバマにはケニア人の血が入っており、反英感情がある」と発言し、物議を醸した。

### 外務・英連邦大臣

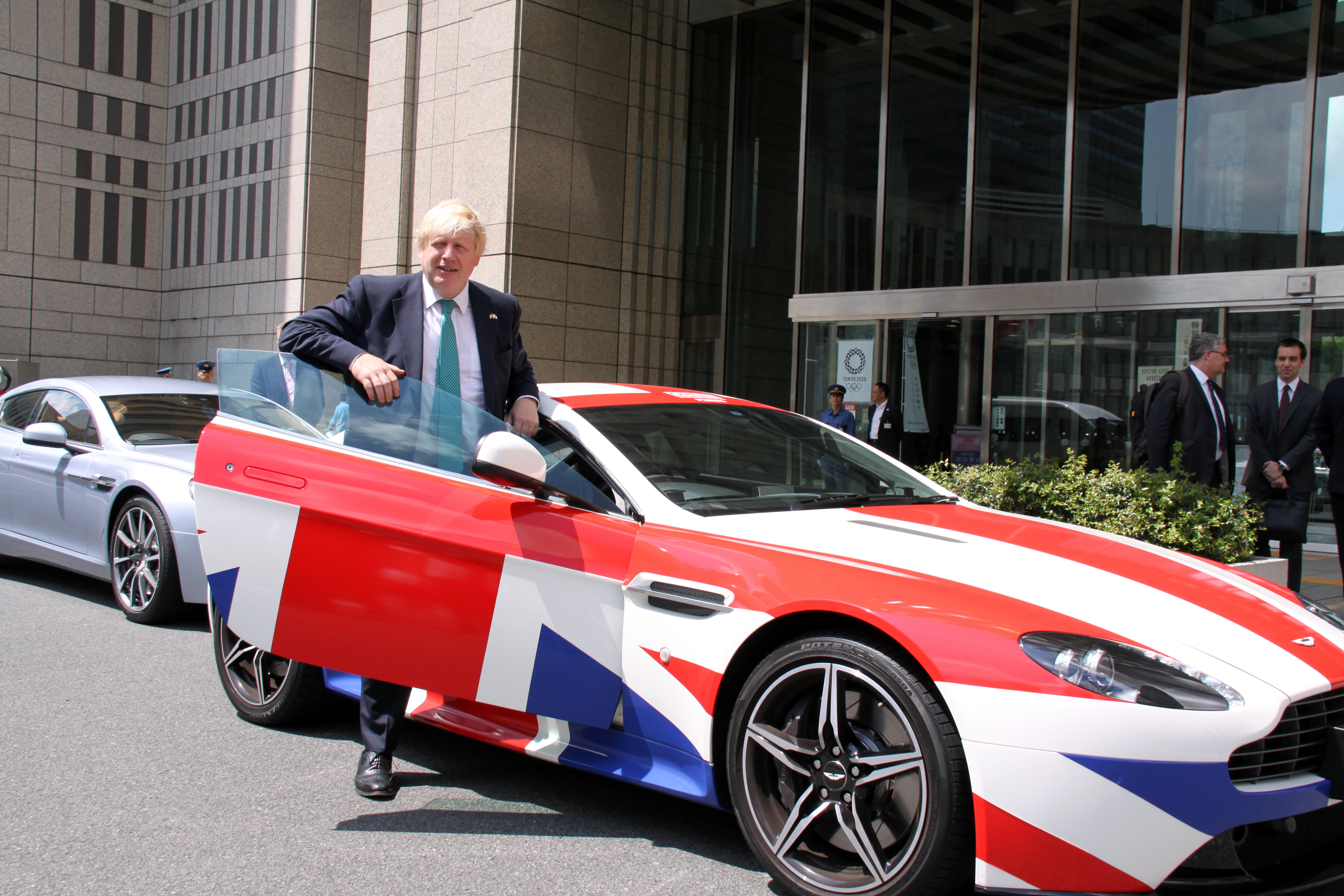
東京都庁を訪問したジョンソン（2017年7月21日）

その国民投票にて離脱派が勝利したことによって、デーヴィッド・キャメロン首相が辞任を発表した際には後任に期待されたが、ジョンソンは2016年イギリス保守党党首選挙には名乗りを挙げなかった。これは、ジョンソンを支持すると思われていた右腕のマイケル・ゴーブが、土壇場で自ら立候補したことによるものとされている。その後、保守党党首に選出されたテリーザ・メイが、新首相に任命されて新内閣（第1次メイ内閣）を組閣するに当たり、ジョンソンを外務・英連邦大臣に起用した。ジョンソンの外務・英連邦大臣就任を記者会見中に知らされたアメリカのマーク・トナー国務省報道官は失笑した。初の対外公務となったフランス大使館でのレセプションでは招待客からブーイングで迎えられ、フランスのジャン＝マルク・エロー外相からは「嘘つき」だと罵倒を受けた。2018年7月9日、メイ首相の穏健なEU離脱方針に反発したため外務・英連邦大臣を辞任した（第2次メイ内閣）。後任には、ジェレミー・ハントが就いた。

### 保守党党首及び首相
2019年6月7日、メイがEU離脱を実現できず党首を辞任したことを受けた保守党党首選挙に出馬。5回の議員投票では一貫して首位を保ち、ジェレミー・ハント外相との決選投票に進出。党員投票の結果、9万2153票を獲得してハントをダブルスコアの大差で下し、7月23日に新党首に選出された。翌7月24日、バッキンガム宮殿でエリザベス2世女王に謁見し組閣の大命（首相の任命）を受け、正式にイギリスの首相となった。
ダウニング街10番地の首相官邸前で就任演説を行ったジョンソンは、「この国をもっと良くしたい」と宣言した。また、10月31日に欧州連合（EU）離脱を実現する予定について「『たられば』はなしだ」と強調し、「決定権は私にある」と表明した。その上で、期日までのブレグジット（イギリスのEU離脱）について「疑う人、悲観的な人、悲しみに暮れている人」は間違っていると述べた。

#### ジョンソン内閣

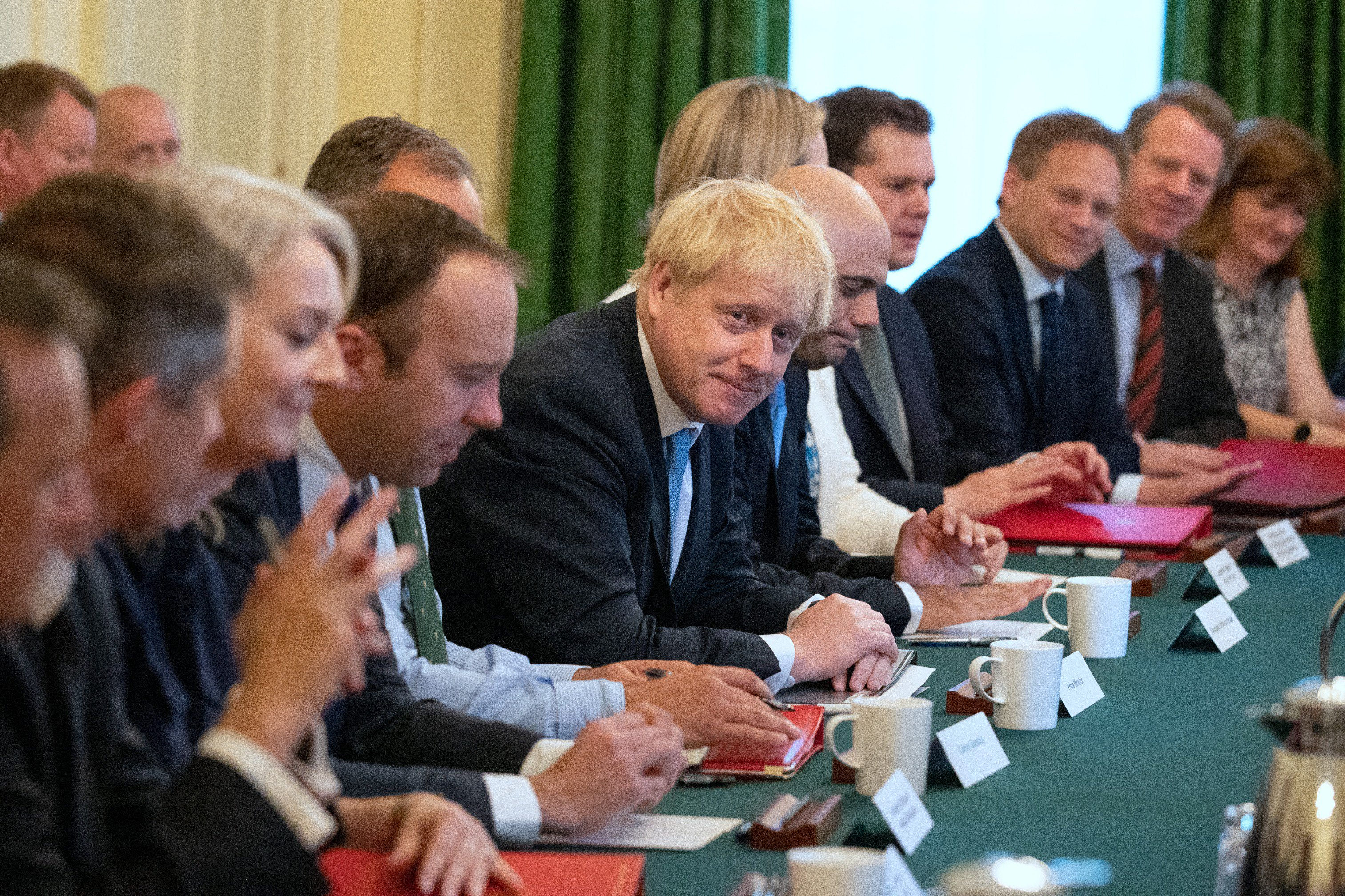
第一次ジョンソン内閣の閣議（2019年7月25日）

第2次メイ内閣の後継政権として成立したジョンソン内閣の主要ポストにはブレグジット（イギリスのEU離脱）強硬派を置く新内閣を発表し、7月25日朝に初閣議を開いた。「モダン英国内閣」と呼ばれるこの内閣は、33閣僚のうち8名もの女性閣僚、BAME (黒人―Black,、アジア人―Asian、少数民族―Minority Ethnicの頭文字をとったもの)のルーツをもつ非白人閣僚4名が起用されており、ガーディアン紙は「民族的には多様だが、思想的には均質」と評している。一方でこの組閣に際して11名の閣僚を解任し、他の6名の辞任を受けた。これは戦後最大の改造であったが、ジョンソンの同盟者であるナイジェル・エヴァンスは「夏の大虐殺に値するほどの改造ではない」とした。

#### 外交

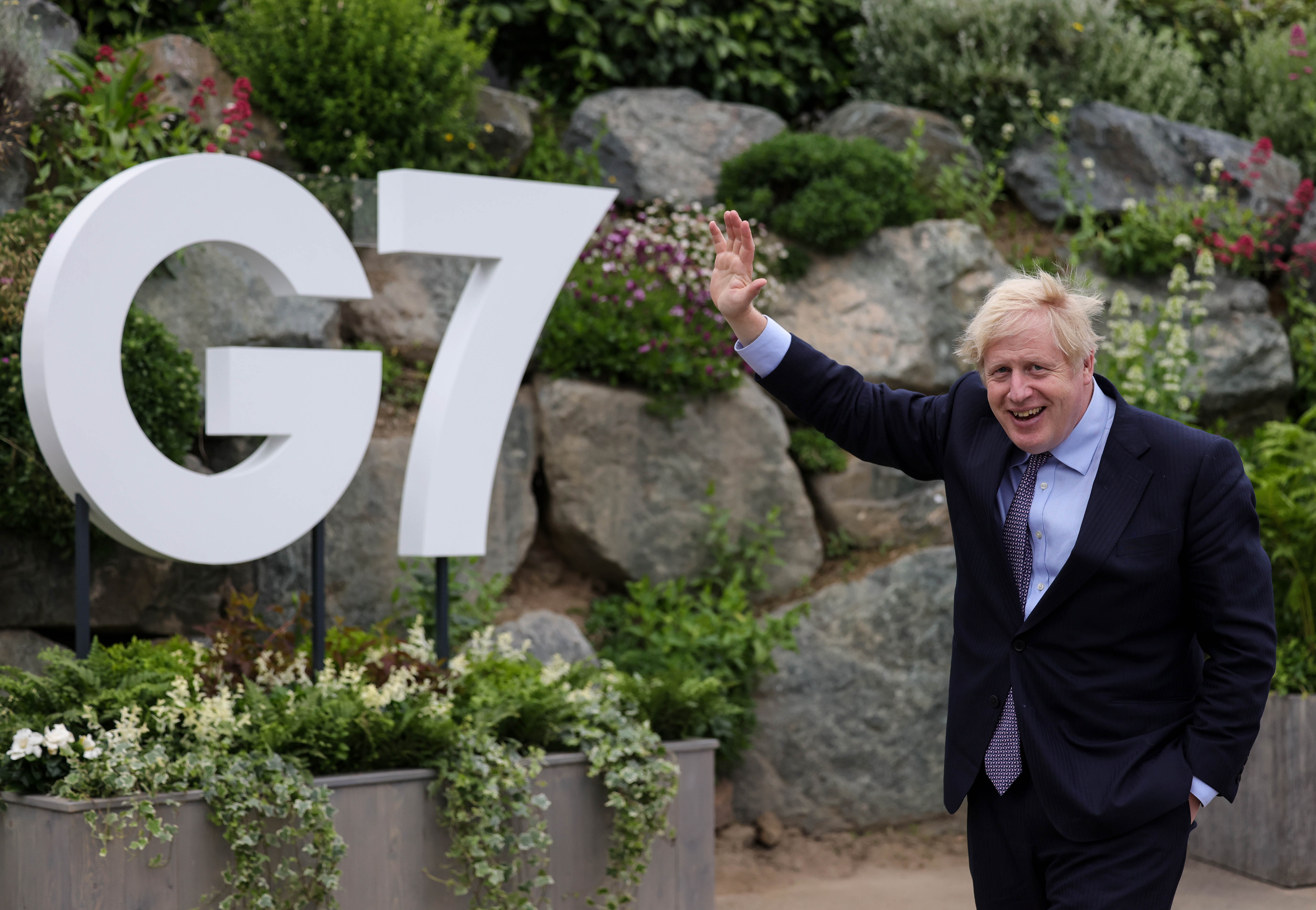
第47回先進国首脳会議の議長を務めたジョンソン（2021年6月9日）

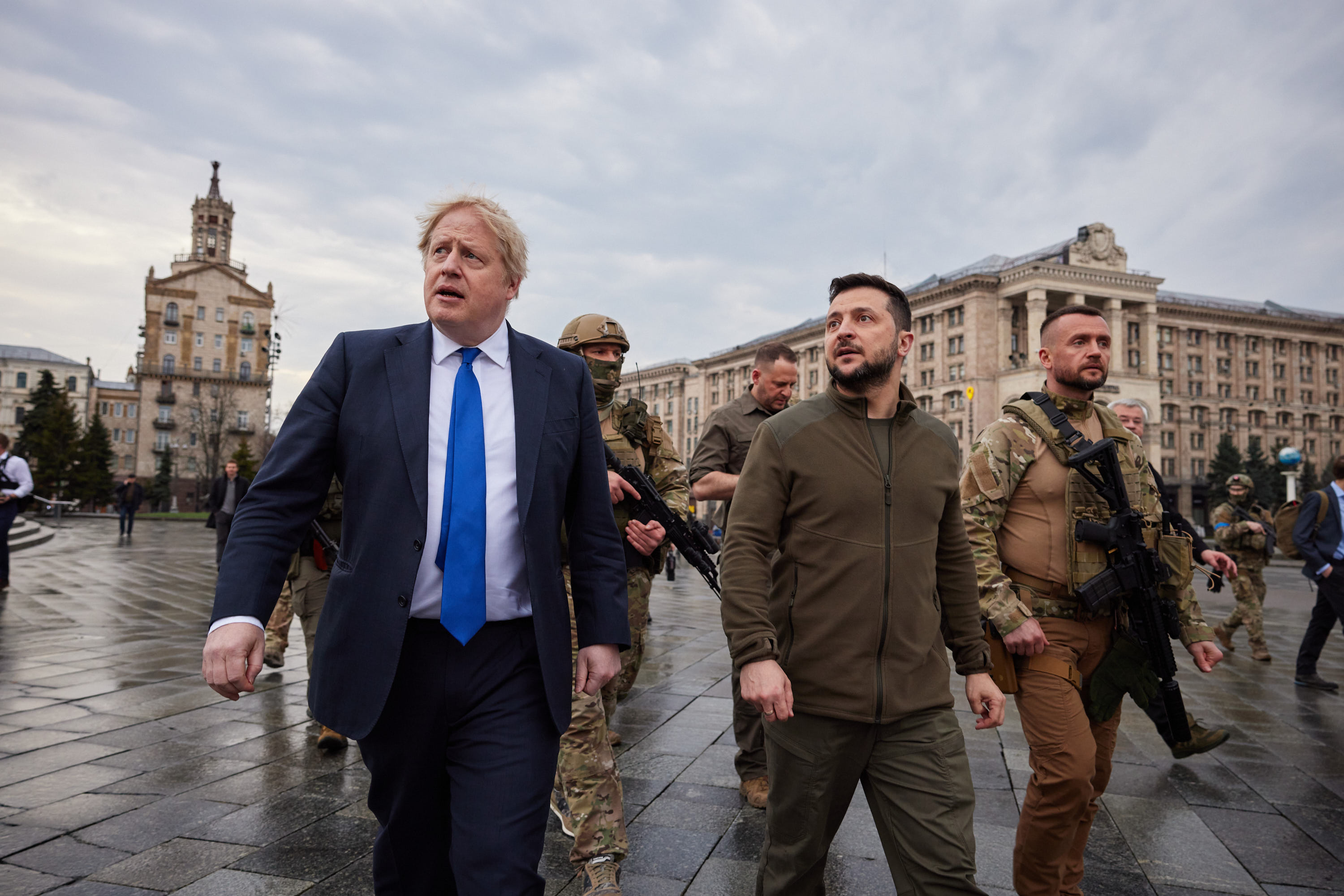
ウクライナのウォロディミル・ゼレンスキー大統領と（2022年4月9日）

対米関係では、ジョンソンが首相に就任するとドナルド・トランプ米大統領はすぐさま「偉大になるだろう！」とSNSで祝福した。トランプとジョンソンの関係は当初良好だったが、トランプが5G通信機器からファーウェイを排除する反中国政策への協調で圧力を強めると悪化し始め、2020年アメリカ大統領選挙ではトランプの敗北を願っていると一部で主張された。
対中関係では、香港Phoenix TVとのインタビューで、ジョンソン内閣は非常に「親中内閣」になると述べた。 ジョンソンは中国の習近平国家主席のインフラの投資努力・一帯一路への「熱狂的な支持」を表明し、イギリスは中国の投資のため「ヨーロッパでもっとも開かれた経済」を維持することを約束した。
対EU関係では、2020年1月31日に離脱して47年の歴史に終止符を打った後も通商協定交渉で揉め、「合意なき離脱」も辞さないとした。結果的には12月24日に合意した。離脱後は、ブレグジットに伴う功績を主張したが、離脱とは関係ないものばかりであると指摘された。2022年5月17日、対EU通商協定（北アイルランド議定書）を一方的に変更する国内法案を発表した。EUはイギリスが法案可決に進むなら「あらゆる手段を使って対応する」と応戦し、緊張が高まった。
2021年にはイギリスのコーンウォールでG7サミットが開催され、ジョンソンは議長を務めた。
2022年のロシアによるウクライナ侵攻では、侵攻前から何度も警告していた。侵攻後はウクライナ支援を前面に出し、大量の兵器や資金を投じた。ロシアに対しては積極的な経済制裁を打ち出し、4月には原油禁輸も発表した。しかし、侵攻により世界的なインフレが加速し、イギリスは特に打撃を受けるとIMFに警告された。国民は相対的に貧困化し、デモの発生と支持率低下を招いた。

#### 議会閉鎖処置
2019年8月28日、ジョンソンは9月12日から10月13日までの間に（14日に再開）イギリス議会を閉鎖する要請をエリザベス女王に提出し、承認された。これにより新法可決もしくは不信任投票を行うことで強硬離脱防止を狙う反対派は議論の時間がより制限された。庶民院議長のジョン・バーコウはこの決定を「憲法違反」だと述べ、強く非難した。また労働党のジェレミー・コービン党首は、「議会を中断することは容認できず、それは不可能だ。首相がやっていることは、民主主義を強引につかんで合意なしへと引きずり込むことだ」と述べた。ウェストミンスターに集まったデモ隊は反離脱のプラカードとEU旗を携え、「クーデターは止めろ！」と連呼した。

#### EU離脱

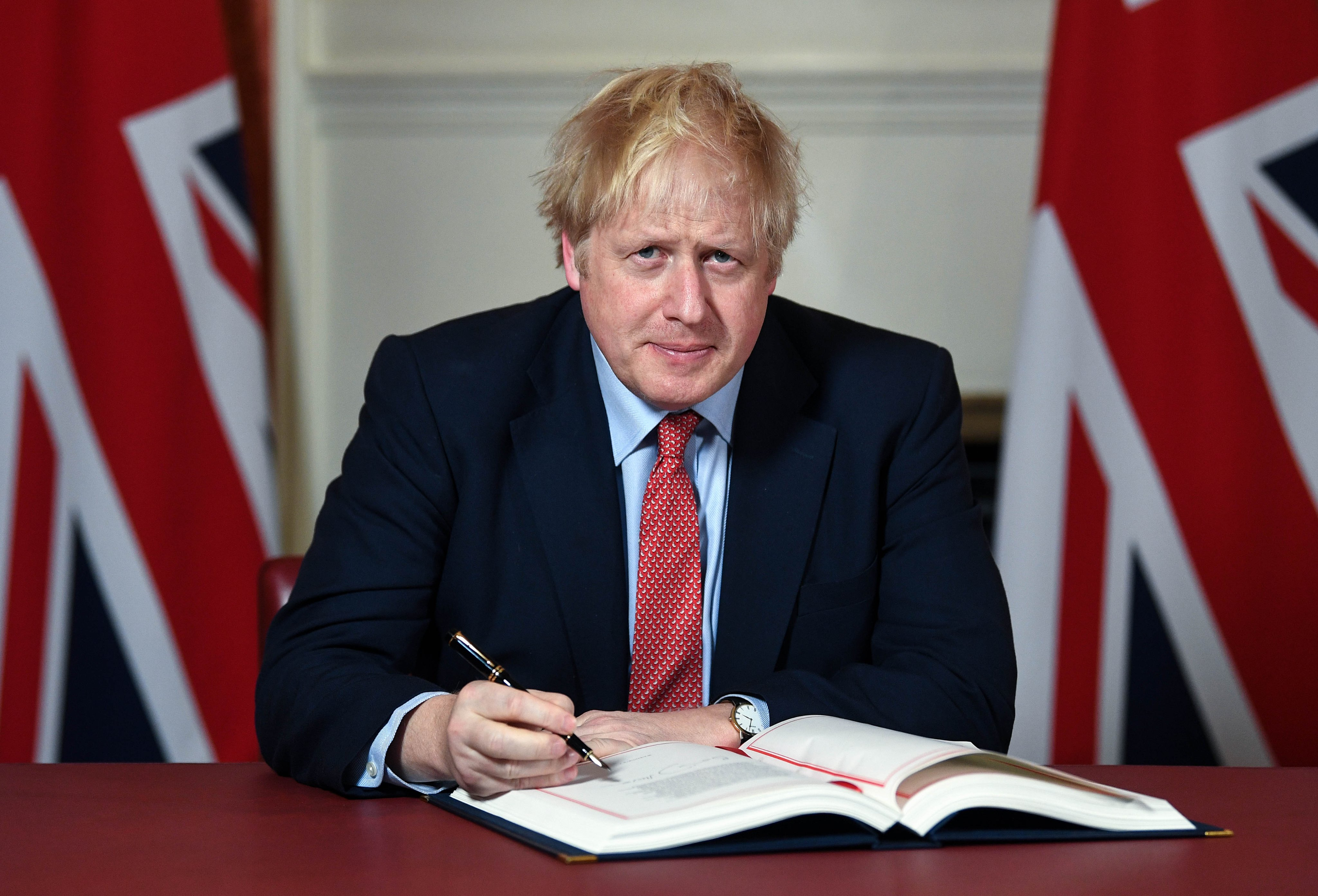
EU離脱協定に署名をするジョンソン（2020年1月24日）

2019年9月3日、さらなる離脱期限の延期なら「ノタレ死“DEAD IN A DITCH”のほうがマシ」と述べるジョンソンは元閣僚（フィリップ・ハモンド）、チャーチルの孫、最長老の現職議員ら21名を政府の方針に逆らったとして保守党から除名した。彼らは、内閣初の重要な投票でジョンソンを敗北させ、政府だけが新しい法律を提案できるとする庶民院の規定を無効とした。また、野党とともにEU離脱期限を2020年1月31日まで延期するよう求めた。つづく5日には閣外大臣を務める自身の弟ジョー・ジョンソンもツィッタ―上で辞意を表明、庶民院議長バーコウも10月中の退任を発表した。21名もの追放処分は前例のない処置とされ、左派メディアを中心に非難された。
9月24日、イギリス最高裁判所は議会閉鎖は「違憲」で「無効」であるとの判決を下し、議長ジョン・バーコウは25日の議会再開を宣言した。これにより強行離脱も辞さないとした10月末までの離脱はより困難な状況となった。しかし、12月の総選挙で保守党は歴史的な圧勝を見せ、2020年1月31日をもってイギリスはEUからの離脱を果たした。

#### 新型コロナウイルスの流行への対応
新型コロナウイルス感染症 (COVID-19) のイギリスでの流行拡大にかかる危機が、首相に就任して一年足らずのジョンソン首相にのしかかることとなった。当初、イギリスは集団免疫の獲得を目的とした独自の対応策を採用していたが、最終的に数十万人が死亡する予測だったことから批判を浴び、方針転換を余儀なくされた。
2020年3月27日、新型コロナウイルス感染症の検査を行ったところ、陽性反応であったことを明かした。その後は自宅に自主隔離を行い、会議にはテレビを通じて参加。高熱などの症状が続き、4月5日には念のため検査入院したが、翌6日、意識はあるものの容態が悪化し、人工呼吸器が必要になった場合に備えて集中治療室に入った。その後持ち直し、9日夕方に集中治療室から出て一般病棟に移った。12日、退院した。27日、公務に復帰した。
2020年12月、ファイザーとビオンテックが共同開発した新型コロナウイルス感染症（COVID-19）のワクチン接種を表明した。
コロナ禍において、2020年通年のGDP成長率が歴史的な前年比マイナス9.9％となるほど、新型コロナウイルス対策で自粛が求められている中で、首相官邸を含む政府機関で複数のパーティー（首相のバースデーパーティーを含む）が開かれていたことが明らかになり、2022年1月26日の下院議会では、野党党首らが問題として取り上げ首相に辞任を迫る一幕があった。ジョンソンは辞任を拒否し、引き続き首相として仕事を続ける意思を示した。4月12日には、自身に警察当局から新型コロナウイルス対策の規則違反の罰金の通知が来たことを明らかにし、謝罪した。しかしこの問題はパーティーゲートと呼ばれ国民の批判を浴び、5月5日に投開票された地方選挙で保守党が大敗した一因になったとされる。このため党内からもジョンソンの資質に疑問の声が上がり始め、6月6日に党首信任投票を実施。同日夜の投票では投票した下院議員359人のうち211人（58.8％）が賛成、148人（41.2％）が反対し、反対票が不信任に必要な過半数に届かなかったためジョンソンは続投となった。

#### 首相辞任

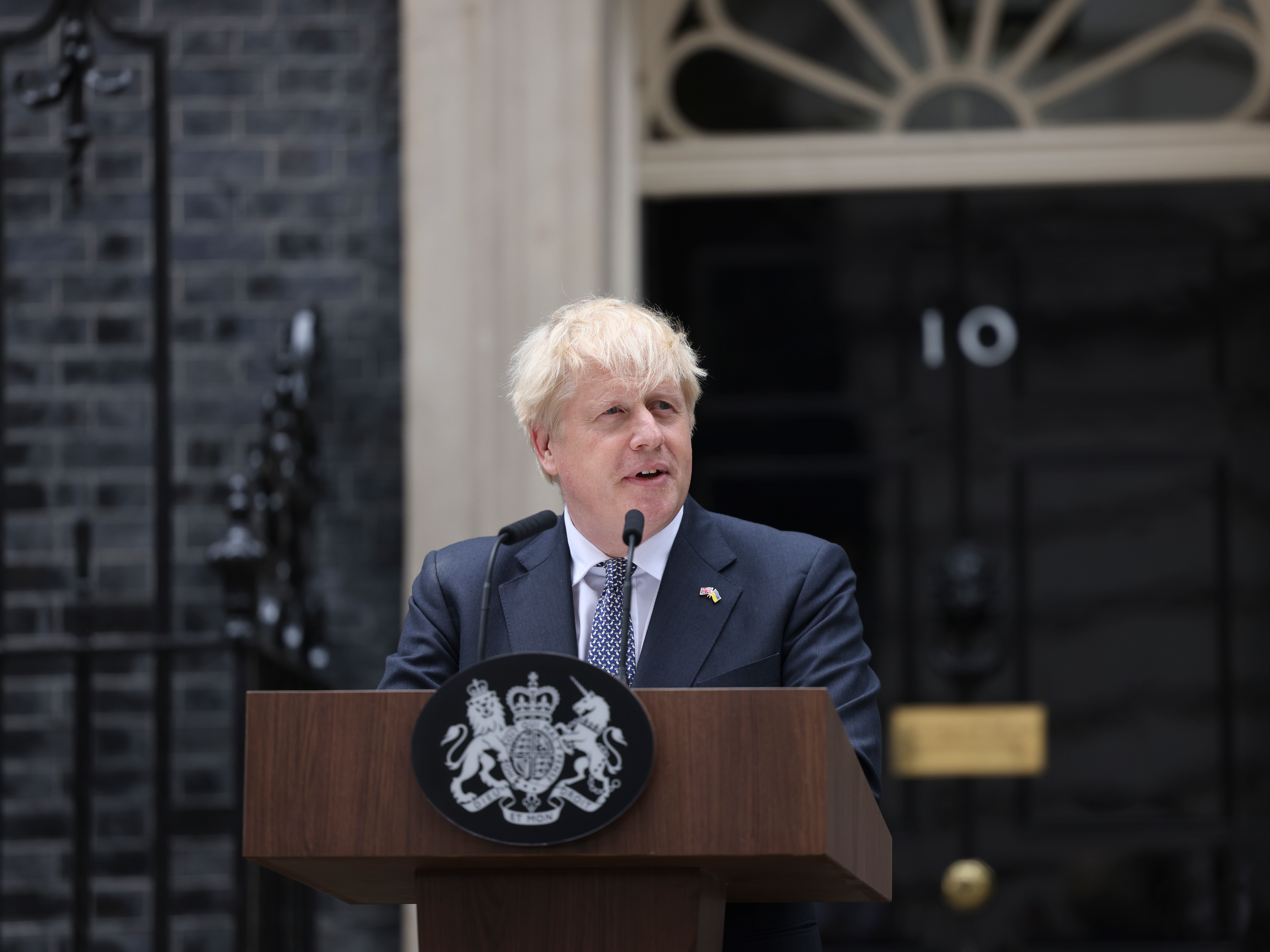
保守党党首を辞任することを表明するジョンソン（2022年7月7日）

2022年7月、委員会での不信任投票は乗り越えたものの、上記の「パーティーゲート」に加え、痴漢行為をしたと報じられた議員を保守党の要職に任命していたことに閣内からも反発が生じ、7月5日にはリシ・スナク財務大臣をはじめ40人以上の政府関係者が辞任する事態となった。相次ぐ離反を受け7月7日、ジョンソンは保守党党首を辞任し、また新たな党首が選ばれるまでは引き続き首相としての職務を行うことを発表した。9月5日に後任の党首がリズ・トラス外相に決定したことでジョンソンは正式に党首を退き、翌6日にはエリザベス女王の滞在先であるバルモラル城を訪れ辞表を提出し、首相も退任した。
なお、7月20日の議会での最後の答弁では、「アスタ・ラ・ビスタ（スペイン語で『またいつか会う日まで』）、ベイビー」という映画「ターミネーター」のセリフを引用した。

### 首相退任後
後任のトラスが経済失政によりわずか1ヶ月半で辞任したため、それに伴う党首選挙への出馬を伺い、トラス辞任表明から2日後の2022年10月22日には必要な推薦人100人を確保したと発表した。しかし、不祥事で党首を退いた経緯から党内からは批判の声が根強く、またスナクが優位に支持を広げていたこともあり、ジョンソンは10月23日夜になって出馬を断念した。
2023年6月9日、パーティーゲートをめぐる下院特権委員会の調査結果に抗議し、下院議員を辞職した。声明で「私は嘘をついていない」とした上で、「（委員会は）驚いたことに私を議会から追い出すことを決意している。故意に真実を無視することを選んだ」と非難し、抗議の意思を示すため直ちに辞職したのだと説明した。また、「強制的に退場させられることに困惑し、驚愕している」と述べた。同月19日、下院はパーティーゲートについてジョンソンの対応を非難する内容の調査報告書を354対7の圧倒的多数で可決した。この日発表された報告書はジョンソンがこの問題をめぐる答弁で「議会を故意にミスリード」していたと結論づけ、90日間の議員資格停止処分に当たるとした。また、元議員に与えられる議会への入場許可証も取り消されることが決まった。
議員辞職後、ジョンソンはデイリー・メールのコラムニストに就任した。
2023年2月、オックスフォードシャーの歴史的建造物の邸宅を約380万ポンドで購入。2024年時点では、妻と3人の子供と暮らしている。

## 人物

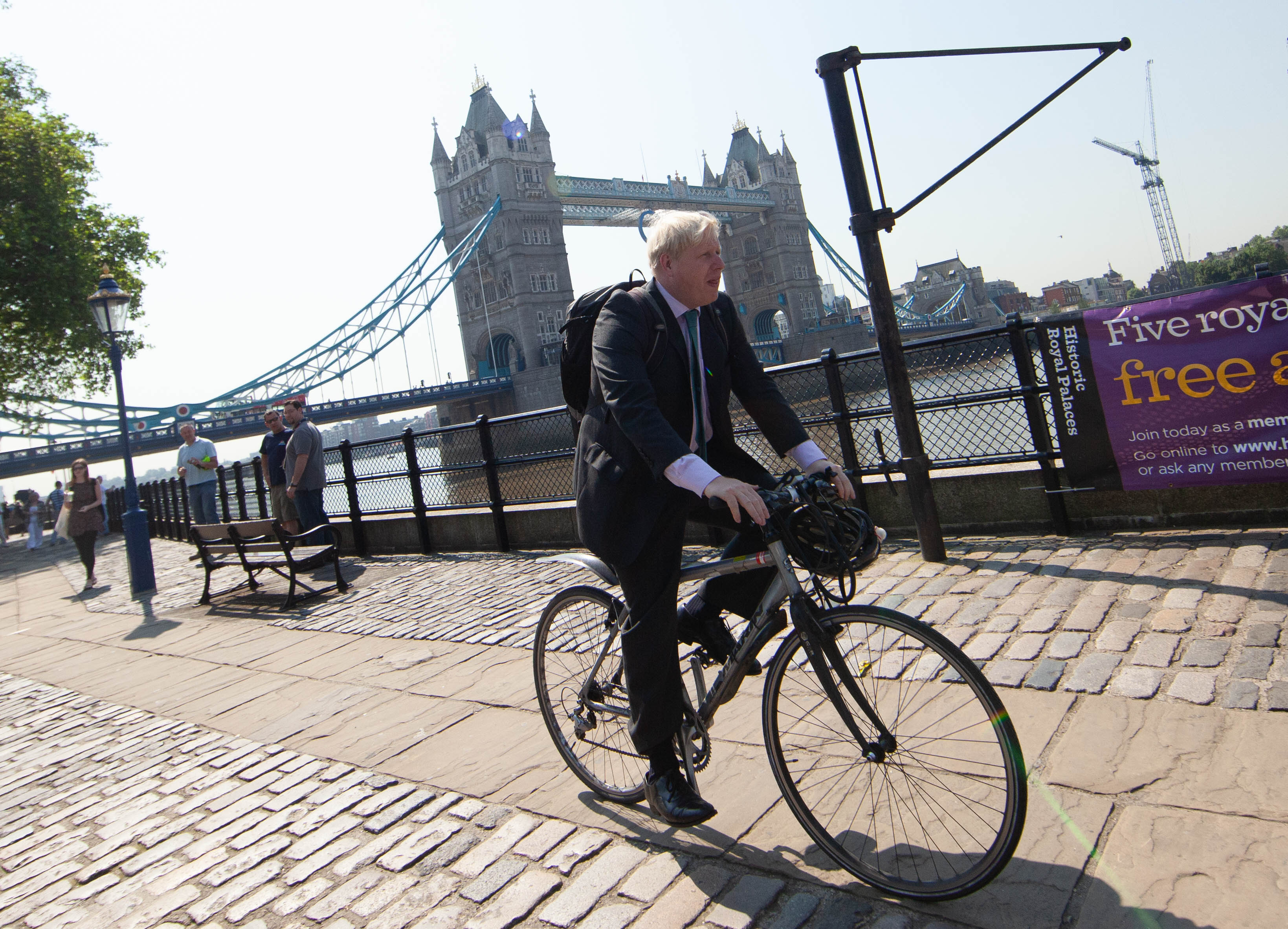
自転車に乗るジョンソン

- イギリスにおいてもっとも人気のある政治家の一人である。通常イギリスのマスメディアにおいて政治家は姓で呼ばれるが、彼だけは親しみを込めて「ボリス」のファーストネームが用いられる。2008年のロンドン市長選挙時にイギリス労働党のテッサ・ジョウェル（英語版）はジョンソンの親しみやすさが彼への好感度につながるのを危惧し、自分の陣営の選挙スタッフがジョンソンについて「ボリス」と言ったら罰金を払うとしていた[96]。なお、自身の親族内での呼び名はポリスではなく、アレグザンダーからの「アル」であるという。
- シンクタンクの調査では、回答者の約半数がジョンソンの発言を信用しているという[97]。ジョンソンはしばしば政治風刺の的にされている。隔週で発行される時事雑誌『プライベート・アイ（英語版）』はジョンソンを4回表紙に選んでいる。
- 2016年3月下旬の世論調査によれば、ジョンソンはポスト・キャメロンの筆頭候補であった[98]。ORBの調査では回答者の約4割がジョンソンが保守党の次期党首になることを望んでいる。YouGovの調査でも約4割がジョンソンの党首就任を支持しており、ジョージ・オズボーン（22パーセント）やその他の議員を大きく引き離していた[98]。
- 一方でジョンソンは人種差別、同性愛差別（ホモフォビア）、排外主義的なコメントを繰り返してきた。2016年5月には、トルコのエルドアン首相がヤギと性行為を行う詩を「most offensive Erdoğan poem」賞に投稿した。これはドイツの裁判所において、コメディアンのエルドアン批判スキャットを差し止める法的決定が下されたことに抗議して雑誌が主催したもので、ジョンソンは優勝し1000ポンドを獲得した。
- ジョンソンはサイクリング好きで知られ、自宅から頻繁に自転車通勤している。数回自転車盗難にあっており、『イズリントン中におとりの自転車を配置し、窃盗犯にはネイビー・シールズを送り込んでほしい』と希望している[99]。2010年7月、ヴェリブをモデルとした自転車共有システムをロンドンに導入した[100]。
- フランスの新聞ル・フィガロ紙は「ボリス・ジョンソンはしばしばドナルド・トランプと比較される。また、マキャベリストからそれほど遠くない」と評している[101]。
- 第二次世界大戦時のウィンストン・チャーチル首相を敬愛していることでも知られる[102]。

### 二重国籍
- 1964年6月にアメリカのニューヨークで出生してから外務・英連邦大臣に就任した2016年7月までの52年間に渡り、この間に庶民院議員に3回、ロンドン市長に2回それぞれ当選し、また、イギリスのEU離脱を主張するブレグジット・キャンペーンのリーダーでもあったが、その間ずっとアメリカとの二重国籍であった。
- 2017年2月になってアメリカ財務省により、2016年にアメリカ国籍を離脱した人物のリストに掲載されたことから、アメリカ国籍の離脱が明らかになったが、このリストはあくまでも「離脱した」という事実を事後的に明らかにするだけのものであるため、外務・英連邦大臣に就任した時点で、まだ二重国籍だったのか、既にアメリカ国籍を離脱していたのかについては、明らかになっていない。

### コカイン・大麻使用歴
- 2007年、GQ誌上のインタビューの中で、ジョンソンはコカインと大麻の使用歴を認めている。インタビューによれば、大学在学中にコカインを試したものの「くしゃみ」をしてしまい、なんの効果もあらわれなかったという。大麻は大学入学前に試し、とても「楽しく素敵だった」が、子供たちにはドラッグは試させたくはないと述べている[103]。
- 2008年、マリー・クレール誌とのインタビューにおいて、再びジョンソンはコカイン摂取を尋ねられ、以下のように答えた。「まあ、それはわたしが19歳のときでした。時には何も言わない方が良いでしょう。わたしは完全に薬物に反対します。子供に薬を飲ませたくはありません」。2005年、BBC関連の番組に出演したジョンソンは「実際、わたしは粉砂糖をやっていたのかもしれない」とも語っている[104]。

## 家族
- 曾祖父のアリ・ケマルは帰国後に再婚し、政治家となってオスマン帝国末期の内務大臣に就任したが、1922年ヌーレッディン・パシャによって殺害された。後妻の子のゼキ・クネラルプ（英語版）は父の死後スイスに亡命し教育を受け、トルコ帰国後は各国大使や外務事務次官を歴任した高名な外交官であった。その子のセリム・クネラルプ（英語版）も外交官で、各国大使・駐EU代表などを務めた。ウィルフレッドの姉セルマ・ケマルはトルコ国籍を取得したが、英国でレジナルド・セント・ジョン・バターズビー（英語版）と結婚し子を儲けた。
- 妹のレイチェルはジャーナリスト、長弟のジョーは国会議員、次弟のレオは起業家である。ジョーは何度か閣僚の経験があり、2019年発足のジョンソン政権では大学・科学担当の閣外相を務めていたが、兄のボリスのEU離脱強行の姿勢に反発して辞任している[105]。
- 1993年5月に幼少時代から家族ぐるみの付き合いがあったマリナ・ホイーラー（法廷弁護士。父はBBC特派員チャールズ・ホイーラー）と結婚し、4子がある[106][107]。2018年9月にマリナとの離婚の手続きを開始し[108]、2020年11月に正式に離婚した。
- 2020年11月のマリナとの離婚成立前から元保守党の広報担当キャリー・サイモンズ（『インディペンデント』紙の共同創業者、マシュー・サイモンズの娘）と交際していたが[109]、2020年2月29日に婚約を発表した[110]。4月29日朝にキャリーが2人にとって第1子となる男の子を出産し[111]、2021年5月29日にキャリーと結婚式を挙げた[112]。首相が在任中に結婚したのは1822年のロバート・ジェンキンソン首相以来で、史上2人目である[113]。
- 2021年9月時点でマリナとの間に4子、キャリーとの間に2人、このほか婚外子の娘が1人おり、ジョンソンは合計で7子がいることになるが[114][115]、婚外子については長年公式には認めず、その存在について報道しないよう裁判所に申し立てたものの、却下されたことがある。2025年では9子がいることになっている[116]。

## 著作（日本語訳）
- 『世界同時中継！ 朝まで生テロリスト？』 高月園子訳、扶桑社ミステリー、2006年10月。スラップスティック作品
- 『チャーチル・ファクター たった一人で歴史と世界を変える力』 石塚雅彦・小林恭子訳、プレジデント社、2016年4月